# Boszniai püspökök listája
A Boszniai Püspökség, latinul:  Dioecesis Bosniensis egy katolikus egyházi tartomány volt. A püspökség a 13. század delején jött létre. 1436-tól török uralom alatt állt a terület. 1544-ben a pápa felmentette a tisztség birtokosát a helybenlakási kötelezettsége alól. 1773-ban összevonták az ugyancsak középkori eredetű Szerémi Püspökséggel, és neve Diakovári Püspökség lett. A Boszniai Püspökség a magyar történelem szempontjából azért érdekes, mert számos magyar származású személy is betöltötte a püspöki funkciót.

## A boszniai püspökök listája
| Név                     | Hivatali idő | Megjegyzések                                                                               |
| ----------------------- | ------------ | ------------------------------------------------------------------------------------------ |
| névtelen                | ?–1203       |                                                                                            |
| névtelen                | ?–1233       |                                                                                            |
| Vlagyimir               | 1223–1233    |                                                                                            |
| Teutonicus János        | 1233–1239    |                                                                                            |
| Pósa                    | 1239–1272    |                                                                                            |
| Roland                  | 1272–1273    |                                                                                            |
| Üresedés                | 1273–1280    | feltételezett                                                                              |
| Ugrin András            | 1280 körül   |                                                                                            |
| Üresedés                | 1280–1291    | feltételezett                                                                              |
| Tamás, Elek fia         | 1291–1299    |                                                                                            |
| Üresedés                | 1299–1301    |                                                                                            |
| Miklós                  | 1301–1304    |                                                                                            |
| Üresedés                | 1304–1308    |                                                                                            |
| Gergely                 | 1308–1314    |                                                                                            |
| Guiszkard Benedek       | 1314–1316    |                                                                                            |
| Péter                   | 1316–1334    |                                                                                            |
| Lőrinc, Loránd fia      | 1336–1347    |                                                                                            |
| Boniohannes de Campello | 1347–1349    |                                                                                            |
| Szászországi Peregrin   | 1349–1356    |                                                                                            |
| Siklósi Péter           | 1356–1376    |                                                                                            |
| Domonkos                | 1376–1382    |                                                                                            |
| Veréb György            | 1382–1387    |                                                                                            |
| Liszkai János           | 1387–1407    |                                                                                            |
| Üresedés                | 1407–1410    |                                                                                            |
| Szántói Lech Benedek    | 1410–1427    |                                                                                            |
| Kusalyi Jakcs Dénes     | 1427–1428    |                                                                                            |
| Bezza József            | 1428–1436    |                                                                                            |
| Üresedés                | 1436–1444    |                                                                                            |
| Szekcsői Herceg Rafael  | 1444–1451    |                                                                                            |
| Mihály                  | 1451         |                                                                                            |
| Gathali Fülöp           | 1451–1455    |                                                                                            |
| Üresedés                | 1455–1457    |                                                                                            |
| Tarkői Pál              | 1457–1459    |                                                                                            |
| II. Gergely             | 1459–1463    |                                                                                            |
| Üresedés                | 1463–1465    |                                                                                            |
| Csupor Demeter          | 1465–1466    |                                                                                            |
| Üresedés                | 1466–1467    |                                                                                            |
| Lővei Benedek           | 1468–1486?   |                                                                                            |
| Várdai Mátyás           | 1486–1489    |                                                                                            |
| Crispus István          | 1489–1490    |                                                                                            |
| Üresedés                | 1490–1491    |                                                                                            |
| Baratin Lukács          | 1491–1493    |                                                                                            |
| Polgár Gábor            | 1493–1501    |                                                                                            |
| Keserű Mihály           | 1501–1516    | ismert Cheserius Mátyás néven is                                                           |
| Donato della Torre      | 1516–1524?   |                                                                                            |
| Palisnyai György        | 1524–1526    |                                                                                            |
| Üresedés                | 1526–1530    |                                                                                            |
| Kovacsics Balázs        | 1530–1533    |                                                                                            |
| Gentilis Bernát         | 1533–1540    |                                                                                            |
| Skorovics Tamás         | 1540–1544    |                                                                                            |
| János                   | 1544–1547    |                                                                                            |
| Tompa György            | 1547–1573    |                                                                                            |
| Matkovics Antal         | 1573–1583    |                                                                                            |
| Üresedés                | 1583–1588    |                                                                                            |
| Balicsevics Ferenc      | 1588–1599    |                                                                                            |
| Újlaky Lajos            | 1599–1600    |                                                                                            |
| Alajos?                 | 1600–1603    | Működése kérdéses                                                                          |
| Ergelics Ferenc         | 1603–1610    |                                                                                            |
| Telegdi János           | 1610–1613    |                                                                                            |
| Balásfy Tamás           | 1613–1621    |                                                                                            |
| Sennyey István          | 1621–1623    |                                                                                            |
| Deáki László            | 1623         |                                                                                            |
| Posgai János            | 1623–1625    |                                                                                            |
| Ivkovics Tamás          | 1625–1631    |                                                                                            |
| Marnavics Tomkó János   | 1631–1633    |                                                                                            |
| Lucsics Jeromos         | 1633–1635    |                                                                                            |
| Zucconi Vince           | 1635–1637    |                                                                                            |
| Marnavics Tamás         | 1637–1646    |                                                                                            |
| Maravics Marián         | 1646–1660    |                                                                                            |
| Benlich Máté            | 1660–1669    |                                                                                            |
| Pozsegai Miklós         | 1669–1701    |                                                                                            |
| Üresedés                | 1701–1703    |                                                                                            |
| Csernikovics Péter      | 1703         |                                                                                            |
| Patacsics György        | 1703–1716    |                                                                                            |
| Bakics Péter            | 1716–1749    |                                                                                            |
| Tauszy Ferenc           | 1749–1751    |                                                                                            |
| Chiolnich József Antal  | 1751–1773    |                                                                                            |
| Kerticza Máté Ferenc    | 1773         | Az egyesített boszniai és szerémi egyházmegye püspökeként az első diakóvári püspök is volt |

## Fordítás
- Ez a szócikk részben vagy egészben  a   Roman Catholic Diocese of Bosnia című angol Wikipédia-szócikk fordításán alapul.  Az eredeti cikk szerkesztőit annak laptörténete sorolja fel. Ez a jelzés csupán a megfogalmazás eredetét és a szerzői jogokat jelzi, nem szolgál a cikkben szereplő információk forrásmegjelöléseként.